# 12.7×55mm STs-130

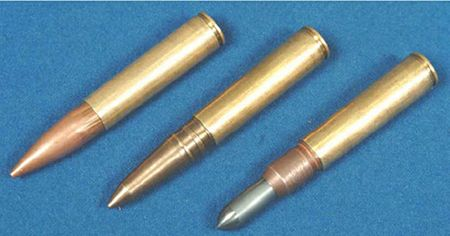

12.7×55mm 탄약통은 VKS 불펍 저격소총, ShAK-12 불펍 전투소총 및 RSh-12 리볼버와 같은 일부 러시아 총기류에 사용된다. 이 탄약통은 108 그레인에서 1173 그레인 사이의 탄두를 운반할 수 있으며 주로 무거운 아음속 탄약을 발사하는 데 사용된다. 고관통 VKS 탄은 200 미터에서 최대 16 mm (0.63 in) 두께의 강철 또는 100 미터에서 GOST 5A 또는 NIJ III 등급의 방탄복을 관통할 수 있다. 정밀 VKS 탄환을 장전했을 때 이 탄약통의 정확도는 100 미터에서 유효 사거리 한계인 690 미터까지 1 MOA인 것으로 알려져 있다.
같은 탄약을 사용함에도 불구하고, ShAK-12 (및 RSh-12)는 탄약통의 탄두 부분에 상당한 길이 차이가 있어 VKS용으로 설계된 탄약을 급탄하거나 장전할 수 없으므로 자체적으로 더 짧은 탄약을 필요로 한다. ShAK-12 탄약은 VKS에 비해 사거리가 짧으며, 최대 유효 사거리는 100 미터에서 300 미터 사이이다.

## VKS에 사용되는 탄약통 변형
- STs-130 (СЦ-130) - 표준
- STs-130PU (СЦ-130ПУ) - 훈련용
- STs-130PT (СЦ-130ПТ) - 정확도 향상 (59그램 탄두)
- STs-130PT2 (СЦ-130ПТ2) - 정확도 향상 (솔리드 브론즈 탄두)
- STs-130VPS (СЦ-130ВПС) - 관통력 향상 (76그램 탄두)

VKS의 수동 조작 버전인 MTs-558 카빈도 이 완전 길이 변형을 위해 설계되었다.

## ShAK-12 돌격소총에 사용되는 탄약통 변형

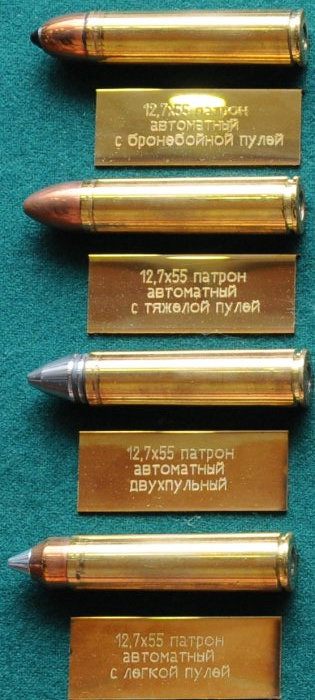
왼쪽에서 오른쪽으로, 경량 탄두, 이중 탄두, 중량 탄두, 철갑탄

- PS-12 [ПС-12] 챠젤라야 풀랴 (TP) 또는 "중량 탄두" - 33그램 (509 그레인)의 무거운 아음속 납 탄두.
- PS-12A [ПС-12А] 레그카야 풀랴 (LP) 또는 "경량 탄두" - 7그램 (108 그레인)의 알루미늄 코어가 있는 가벼운 초음속 납 탄두.
- PS-12B [ПС-12Б] 브로네보이나야 풀랴 (BP) 또는 "철갑탄" - 거의 18그램 (277 그레인)의 철갑 부품이 있는 납 탄두.[1]
- PD-12 [ПД-12][2] 드부크풀니 (DP) 또는 "이중 탄두" - 각각 17그램 (262 그레인)의 탄두 두 개가 일렬로 장전됨.
- STs-174 [СЦ-174]: 민수용 사냥 탄약. 탄피 머리에 12.7x55 МЦ 스탬프가 찍혀 있음.[3] RSh-12의 민수용 사냥 버전인 리볼버 카빈 MTs-569(러시아어판)용.[4]

## 같이 보기
- 썸퍼 개념
- 위스퍼 (탄약 계열)
- AR 플랫폼 탄약 목록
- 소총 탄약 목록
- 12mm 구경
- 8.6 블랙아웃
- .375 SOCOM
- .45-70 거버먼트
- .45 랩터
- .450 부시마스터
- .458 SOCOM
- .458 윈체스터 매그넘
- .50 비오울프
- .50 알래스칸
- .500 오토 맥스
- .510 위스퍼